# Алтайский осман Потанина
Алтайский осман Потанина (лат. Oreoleuciscus potanini) — вид лучепёрых рыб рода алтайских османов (Oreoleuciscus) семейства карповых.
Ареал этого вида охватывает бассейны рек Кобдо и Дзабхан и озера Урэ-Нур. На территории России этот вид распространён в озёрах и реках верхнего течения Оби: Аргут, Чуя, Башкаус.
Растительноядная форма по большей части избегает участков с быстрым течением и питается главным образом харовыми водорослями. Достигает половой зрелости в возрасте 7—8 лет. Взрослая особь достигает длины 40 см, массы 1,3 кг и возраста 34 года.
Рыбоядная форма питается как рыбой (османами, гольцами) так и растительностью. Созревает в возрасте 8—9 лет. Взрослая особь достигает длины 100 см и возраста более 40 лет, средний вес — от 2 до 4 кг.
Объект промысла и любительского рыболовства в верховьях Оби.